# Sogndalsfjøra
Sogndalsfjøra is een plaats in de Noorse gemeente Sogndal, provincie Vestland. Sogndalsfjøra telt 3108 inwoners (2007) en heeft een oppervlakte van 2,24 km².